# Rosult
Rosult település Franciaországban, Nord megyében. Lakosainak száma 1997 fő (2022. január 1.). Rosult Lecelles, Saméon, Sars-et-Rosières, Bousignies, Brillon, Landas, Millonfosse és Saint-Amand-les-Eaux községekkel határos.

## Népesség
A település népessége az elmúlt években az alábbi módon változott:
| Lakosok száma | 1881 | 1905 | 1936 | 1911 | 1915 | 1931 | 1948 | 1973 | 1997 |
|               | 2013 | 2015 | 2016 | 2017 | 2018 | 2019 | 2020 | 2021 | 2022 |